# 473503 Minoruozima
473503 Minoruozima este o planetă minoră (asteroid) din centura de asteroizi. A fost descoperită pe 19 septembrie 2011 la Mount Lemmon⁠(d) de Mount Lemmon Survey⁠(d). 
Obiectul prezintă o orbită caracterizată de o semiaxă mare de 2,2523659264528 UAi, o excentricitate de 0,083304083406856, o înclinație de 4,733870139205 ° în raport cu ecliptica.